# Fundación Calcedonia
La Fundación Calcedonia (En inglés «Chalcedon Foundation») es una organización cristiana reconstruccionista estadounidense fundada por Rousas John Rushdoony en 1965. Llamado así por el Concilio de Calcedonia, también ha incluido a teólogos como Gary North, quien más tarde fundó su propia organización, el Instituto de Economía Cristiana.
La Chalcedon Foundation proporciona material educativo en forma de libros, boletines informativos y varios medios electrónicos, para promover las enseñanzas teológicas del movimiento de reconstrucción cristiana de Rushdoony. Se destaca por su papel en la influencia del cristianismo en la política en los EE. UU y ha sido descrito como "un grupo de expertos de la derecha religiosa ". El hijo de Rushdoony, Mark, ahora dirige la fundación.
La Fundación Chalcedon ha sido catalogada como un grupo de odio contra los homosexuales por el Southern Poverty Law Center .

## Historia
La Fundación Calcedonia, que lleva el nombre de un concilio de 451 d. C. que proclamó la subordinación del estado a Dios, fue fundada oficialmente por Rousas John Rushdoony en el verano de 1965. En 1971, se contrató a Gary North a tiempo parcial, y dos años más tarde se contrató a North a tiempo completo, mientras que también se contrató a Greg Bahnsen . Rushdoony fundó Ross House Books en 1976, el mismo año en que North y Bahnsen dejaron la Fundación para seguir carreras en otros lugares. En 1977 se construyó el primer edificio de oficinas de la Fundación. Una década más tarde, el Boletín de la organización se convirtió en una revista, el Chalcedon Report .
En la década de 1970, el multimillonario Howard Ahmanson se convirtió en calvinista y se unió al movimiento cristiano reconstruccionista de Rushdoony. Ahmanson se desempeñó como miembro de la junta de Rushdoony's Chalcedon Foundation durante aproximadamente 15 años antes de renunciar en 1996. Ahmanson dijo que había dejado el tablero de Calcedonia y "no abraza todas las enseñanzas de Rushdoony". La revista Time cubrió a los Ahmanson en sus perfiles de 2005 de los 25 evangélicos más influyentes de Estados Unidos, clasificándolos como "los financiadores". El ex multimillonario petrolero estadounidense Nelson Bunker Hunt también hizo grandes contribuciones a la Fundación Calcedonia.
Los miembros clave de la Fundación Calcedonia a lo largo de los años han incluido a Gary North, Greg Bahnsen, David Chilton, Gary DeMar, Kenneth Gentry y Andrew Sandlin . North ha definido su política como neopuritanismo.
Rushdoony murió el 8 de febrero de 2001 y fue sucedido por su hijo Mark Rushdoony, quien continúa dirigiendo la organización. En 2004, Ross House Books se fusionó con Chalcedon, y en 2005, Chalcedon Report pasó a llamarse Faith for All of Life .

## Creencias
La Fundación Calcedonia se describe a sí misma como una organización educativa cristiana orientada a promover la reconstrucción cristiana, enfatizando el Mandato Cultural o de Dominio . El fundador de la Fundación, Rousas John Rushdoony, conocido como el “padre de la teología de la Reconstrucción Cristiana”, abogó por la imposición de las leyes del Antiguo Testamento . La revista Newsweek describió a la Fundación Calcedonia como "un grupo de expertos de la Derecha Religiosa, incluida la Mayoría Moral ". El propio Rushdoony afirmó que su movimiento tenía 20 millones de seguidores, aunque no todos ellos son miembros de una organización.
Las raíces de la Fundación Calcedonia a fines de la década de 1960 evolucionaron a partir de la carrera de Rushdoony como pastor presbiteriano ortodoxo . Rushdoony y un puñado de doctores y exseminaristas escribieron libros y artículos que no eran especialmente populares en ese momento. Cuarenta años después, sin embargo, los periodistas seculares caracterizan el movimiento de Rushdoony como "la bujía detrás de gran parte de la batalla por la religión en la política actual". El trabajo de Rushdoony a través de la Chalcedon Foundation desafió a los cristianos conservadores a "tomar toda la Biblia en serio, incluidos los versículos inconvenientes del Antiguo Testamento que la mayoría de los cristianos, incluso los literalistas bíblicos, ignoran cortésmente".

### Reconstruccionismo
La Fundación Chalcedon aboga por el movimiento de reconstrucción cristiana que "cree que los cristianos deben tomar el control de la sociedad durante 1000 años antes de que se pueda lograr la Segunda Venida de Cristo" (Tambien conocidos como post-milenialistas). Rushdoony creía que la Biblia debería adoptarse como ley, incluidas las Escrituras que abogan por la pena de muerte por homosexualidad, golpear o maldecir a un padre, el adulterio y la mentira. Rushdoony desarrolló y articuló el reconstruccionismo cristiano en su libro The Institutes of Biblical Law (1973), que es promovido por la Chalcedon Foundation. El libro es un comentario sobre los Diez Mandamientos y proporciona un bosquejo de un programa para establecer una teocracia cristiana.
Según el periodista estadounidense Frederick Clarkson, el reconstruccionismo ha jugado un papel importante en la configuración de la derecha cristiana contemporánea citando que los reconstruccionistas que ya han ocupado posiciones de poder e influencia significativos son dos directores de la Fundación Calcedonia, el filántropo Howard Ahmanson y el consultor político Wayne. C. Johnson, personificando la estrategia política de la nueva Derecha Cristiana.

### Dominionismo
El Dominionismo o Teología del Dominio es una agrupación de sistemas teológicos con la creencia común de que la ley de Dios, tal como está codificada en la Biblia, debe gobernar exclusivamente la sociedad, con exclusión de la ley secular, una visión también conocida como teonomía . Los propios reconstruccionistas usan la palabra dominionismo para referirse a su creencia de que solo los cristianos deben controlar el gobierno civil, conduciéndolo de acuerdo con la ley bíblica.   
El texto bíblico central para los dominionistas es Génesis 1:26–28, en el que Dios declara que el hombre tendrá dominio sobre toda la tierra. Esto se ve como un mandato para que los creyentes creen tanto un gobierno cristiano como una cultura cristiana . Se ha asociado principalmente con el movimiento de Reconstruccionismo de Rushdoony, tal como lo propugna la Fundación Calcedonia. El propio Rushdoony apoyó a la Sociedad John Birch, mientras que North escribió el epílogo de un texto conspirativo del autor de la Sociedad John Birch, Larry Abraham . North llegó incluso a declarar que los enemigos de Estados Unidos eran “una conspiración de personas internas súper ricas y súper poderosas”.

### Educación en el hogar
La Fundación Chalcedon aboga por la educación en el hogar, creyendo que "el lugar adecuado para la educación de un niño es su hogar, y los maestros adecuados son sus padres".
Rushdoony, un firme defensor de la educación en el hogar, lo vio como una forma de combatir la naturaleza intencionalmente secular del sistema de escuelas públicas de EE. UU. Atacó enérgicamente a los reformadores escolares progresistas como Horace Mann y John Dewey y abogó por el desmantelamiento de la influencia del estado en la educación en tres obras: Intellectual Schizophrenia (un estudio general y conciso de la educación), The Messianic Character of American Education (una historia y el castigo de la educación pública en los EE. UU.), y La Filosofía del Currículo Cristiano (una declaración pedagógica orientada a los padres), cada uno de los cuales todavía son promovidos por la Fundación Calcedonia.
En Dura verdad sobre las escuelas públicas, publicado por la Chalcedon Foundation, el escritor y abogado Bruce N. Shortt, quien educó en casa a sus propios hijos, escribe sobre la "conducta deshonrosa, el deterioro de los estándares académicos y la burocracia defensiva que están poniendo en peligro el futuro de Estados Unidos, cortesía de los sindicatos de docentes". ' interés propio y padres cada vez más abandonados".

## Designación como grupo de odio
En 2005, la Fundación Chalcedon fue designada grupo de odio contra los homosexuales por el Centro Legal contra la Pobreza Sureña (SPLC). La Fundación Calcedonia promueve la Reconstrucción Cristiana y pide la "imposición de la ley del Antiguo Testamento en América y el mundo". Según el SPLC, esto "abraza los puntos de vista religiosos más draconianos", siendo "opuesto a las nociones modernas de igualdad, democracia o tolerancia". El SPLC también declaró que Rushdoony apoyaba la pena de muerte para los homosexuales, se oponía al matrimonio interracial, negaba el Holocausto e incluía a los "niños incorregibles" como un grupo de personas que merecen la pena de muerte.

## Otras lecturas
- Blumenthal, Max (2009). Republican Gomorrah: Inside the Movement that Shattered the Party. New York: Nation Books. ISBN 978-1568583983.
- Diamond, Sara (1995). Roads to Dominion: Right-Wing Movements and Political Power in the United States. New York: Guilford. ISBN 0898628644.
- House, H. Wayne; Ice, Thomas (1988).  Morris, Rodney L., ed. Dominion Theology: Blessing or Curse? An Analysis of Christian Reconstructionism. Portland, OR: Multnomah Press. ISBN 0880702613.
- Rushdoony, Rousas J. (1991). The Roots of Reconstruction. Ross House Books. ISBN 9781879998001.
- Rushdoony, Rousas J. (2002). The Nature of the American System. Ross House Books. ISBN 978-1879998278.